# Niendorf bei Berkenthin
Niendorf bei Berkenthin là một đô thị thuộc huyện Lauenburg, trong bang Schleswig-Holstein, nước Đức. Đô thị Niendorf bei Berkenthin có diện tích 3,99 km², dân số thời điểm 31 tháng 12 năm 2006 là 185 người.